# Nejednakost Erdös-Szekeresa
Nejednakost Erdös-Szekeresa je teorem u kombinatorici, odnosno Ramseyjevoj teoriji. Nejednakost predstavlja gornju ogradu za Ramseyjev broj {\displaystyle N(p,q)}.
Nejednakost glasi:
{\displaystyle N(p,q)\leq {\binom {p+q-2}{p-1}}}, za {\displaystyle p,q\geq 2}.
Nejednakost je nazvana u čast mađarskim matematičarima Paulu Erdösu, jednom od najznačajnijih matematičara 20. stoljeća, i Georgeu Szekeresu.

## Dokaz
Indukcijom po zbroju {\displaystyle p+q}. Za {\displaystyle p+q=4} tvrdnja vrijedi jer je tada {\displaystyle p=q=2}, te je pritom  {\displaystyle N(2,2)=2\leq {\binom {2}{1}}=2}.
Pretpostavimo da nejednakost vrijedi za sve parove {\displaystyle (p,q)} za koje je {\displaystyle p+q<n} za neki {\displaystyle n\in \mathbb {N} }. Dokazat ćemo da vrijedi i za sve parove {\displaystyle (p,q)} za koje je {\displaystyle p+q=n}. 
Koristimo poznatu nejednakost {\displaystyle N(p,q)\leq N(p-1,q)+N(p,q-1)}. Zbog pretpostavke indukcije dobivamo redom:
{\displaystyle N(p,q)\leq N(p-1,q)+N(p,q-1)}
{\displaystyle \leq {\binom {p-1+q-2}{p-2}}+{\binom {p+q-1-2}{p-1}}}
{\displaystyle ={\frac {p+q-3)!}{(p-2)!(q-1)!}}+{\frac {p+q-3)!}{(p-1)!(q-2)!}}}
{\displaystyle ={\frac {(p+q-3)!}{(p-2)!(q-2)!}}[{\frac {1}{q-1}}+{\frac {1}{p-1}}]}
{\displaystyle ={\frac {(p+q-3)!}{(p-2)!(q-2)!}}\cdot {\frac {p-q-2}{(p-1)(q-1)}}}
{\displaystyle ={\frac {(p+q-2)!}{(p-1)!(q-1)!}}}
{\displaystyle ={\binom {p+q-2}{p-1}}}, što je i trebalo pokazati.